# Kubell
株式会社kubell（クベル、英名：kubell Co., Ltd.）は、東京都港区に本社を置くクラウド型ビジネスチャットツール「Chatwork」の提供などを行っている企業。旧社名はChatwork株式会社。

## 沿革
- 2000年7月15日 - 山本敏行が大阪府吹田市で創業。
- 2004年11月11日 - 前身となる有限会社EC studio設立、本社移転。
- 2005年
  - 4月1日 - 大阪本社を拡張すると同時に、東京支社を東京都世田谷区に設立。
  - 12月12日 - 株式会社EC studioへと組織変更。
- 2011年
  - 3月1日 - クラウド型ビジネスチャットツール「チャットワーク」をリリース。
  - 4月14日 - グループ会社として、株式会社グッドマネジメント総合研究所（旧・EC studio アカデミー）を設立。代表取締役には、EC studioの常務取締役であった加藤利彦が就任。
  - 11月11日 - グループ会社として、株式会社Kaeru（旧社名は EC studio スペース）設立。代表取締役には、山本敏行の秘書であった大崎弘子が就任。
- 2012年6月15日 - ChatWork株式会社へ商号変更[1]。
- 2014年5月 - 東京支社を東京都世田谷区から台東区に移転。
- 2017年10月31日 - 東京支社を東京都台東区から港区に移転[2]。
- 2018年
  - 6月1日 - 代表取締役CEO山本敏行が辞任。後任として専務取締役CTO山本正喜が同日付けで代表取締役CEO兼CTOに就任[3]。
  - 11月28日 - コーポレートミッションおよびロゴの刷新に伴い、社名表記を「Chatwork株式会社」に変更[4]。
- 2019年
  - 7月8日 - 大阪本社を大阪府吹田市から大阪府大阪市に移転[5]。
  - 9月24日 - 東証マザーズに上場[6]。
- 2024年7月1日 - 株式会社kubellに商号変更。東京オフィスを乃木坂へ移転[7]。

## 各拠点所在地
- 東京本社（東京都港区）
- 大阪オフィス（大阪市北区）